# Buggy Boy
Buggy Boy, även känt som Speed Buggy, är ett arkadspel släppt 1985 där man kör en tvåväxlad bil genom en bana fylld med flaggor, stockar, broar över vatten, stenar, stora bollar som man skall köra förbi.